# Plantago spathulata
Plantago spathulata är en grobladsväxtart. Plantago spathulata ingår i släktet kämpar, och familjen grobladsväxter. Utöver nominatformen finns också underarten P. s. picta.